# Yo te pido amor (canción)
Yo te pido amor es una canción y el primer sencillo oficial del sexto álbum del mismo nombre interpretada por la cantante y compositora mexicana Yuri. El tema fue escrita por Jean Pietro Difelisatti junto con J.R. Flórez y producida por este primero y Jesús Glück, publicado bajo el sello discográfico EMI Capitol Records en octubre de 1985.
La canción también la canto junto al grupo Pandora en su show en vivo Primera fila en 2022.

## Lista de canciones

### CD - Promo[5]
| Yo te pido amor — Single |                   |          |  |
| N.º                      | Título            | Duración |  |
| 1.                       | «Yo te pido amor» | 3:56     |  |

## Posiciones en las listas
| Listas                  | Posición |
| ----------------------- | -------- |
| Latinoamérica (Top 100) | 30       |